# Albany (Minnesota)
Albany is een plaats (city) in de Amerikaanse staat Minnesota, en valt bestuurlijk gezien onder Stearns County.

## Demografie
Bij de volkstelling in 2000 werd het aantal inwoners vastgesteld op 1796.. In 2006 is het aantal inwoners door het United States Census Bureau geschat op 2038.

## Geografie
Volgens het United States Census Bureau beslaat de plaats een oppervlakte van
3,9 km², waarvan 3,6 km² land en 0,3 km² water. Albany ligt op ongeveer 367 m boven zeeniveau.